# Comité olympique bulgare
Le Comité olympique Bulgare (en bulgare: Български олимпийски комитет), est le comité olympique officiel de la Bulgarie. De code CIO BUL, il fut créé en 1923 et reconnu en 1924.
Sa présidente est actuellement Stefka Kostadinova et son secrétaire général Belcho Goranov. Son siège est situé à Sofia à l'adresse suivante: 4, Angel, Kanchev Street, 1000 Sofia

## Liste des présidents
- Eftim Kitanchev (1923–1925)
- Dimitar Stanchov (1925–1929)
- Velizar Lozanov (1929–1941)
- Rashko Atanasov (1941–1944)
- Vladimir Stoytchev (1952–1982)
- Ivan Slavkov (1982–2005)
- Stefka Kostadinova (depuis 2005)